# Francesco Gavazzi
Francesco Gavazzi, född 1 augusti 1984 i Morbegno, är en professionell italiensk tävlingscyklist. Hans karriär som proffs sträckte sig från 2007 till 2023 och han tävlade bland annat för UCI ProTour-stallet Lampre. I slutet av 2023 avslutade Francesco Gavazzi sin proffskarriär.

## Amatörkarriär
Francesco Gavazzi började cykla seriöst under 1997. Under året 2003 vann italienaren etapp 6 av Giro della Valle d'Aosta och ett år senare slutade han trea på U23-tävlingen Coppa Colli Briantei Internazionale bakom Maurizio Girardini och Fabio Negri. 
Hans stora genombrott som amatörcyklist kom 2006. Under året vann han de italienska nationsmästerskapen U23-linjelopp, han vann också etapp 4 av Baby Giro, under etapp 6 slutade han på andra plats. Han vann också Giro della Toscana och Giro Del Canavese - Trofeo Sportivi Valperghesi. Förutom detta slutade han tvåa på etapp 2 av Bidasoa Itzulia, innan han dagen därpå slutade trea på etapp 3 bakom Hector Gonzalez. I Europamästerskapens U23-linjelopp slutade Francesco Gavazzi trea bakom Benoît Sinner och René Mandri. Han slutade tvåa på GP Folignano i augustimånad. I september slutade italienaren trea på Giro Internazionale del Valdarno bakom Francesco Ginanni och Devid Garbelli. Francesco Gavazzi slutade tvåa på etapp 1 och 4 av U23-tävlingen Giro della Toscana, medan han slutade på tredje plats under etapp 2.

## Professionell
Francesco Gavazzi blev professionell 2007 med Lampre, med vilka han tidigare hade cyklat som stagiaire. Under sitt första år slutade han trea på Japan Cup bakom Manuele Mori och Fabian Wegmann.
Under säsongen därpå deltog han i Giro d'Italia 2008. Det bästa resultatet kom på etapp 6 där han slutade sjua bakom Matteo Priamo, Alan Pérez, Nikolaj Trusov, Paul Martens, Maksim Iglinskij och Daniele Nardello. Francesco Gavazzi gjorde bra ifrån sig under Polen runt, där han slutade femma i tävlingen och slutade på en femte plats på etapp 5 av tävlingen.

### 2009
På Baskien runt 2009 slutade Francesco Gavazzi trea på etapp 5 bakom Marco Pinotti och Ben Swift. I Giro di Toscana 2009 slutade han på en femte plats bara dagar innan Giro d'Italia 2009 startade. Francesco Gavazzi fick en bra början på tävlingen då han slutade på en sjunde plats redan på den andra etappen. Dagen därpå på etapp 3 slutade italienaren trea bakom Alessandro Petacchi och Tyler Farrar. Under säsongen 2009 slutade Francesco Gavazzi på tredje plats på etapp 6 av Schweiz runt bakom Mark Cavendish och Oscar Freire. Gavazzi slutade på tredje plats på etapp 1 av Polen runt. Gavazzi slutade också på tredje plats på Eneco Tours fjärde och femte etapp. Han slutade trea på Eneco Tours poängtävling bakom Edvald Boasson Hagen och Lars Bak. Francesco Gavazzi slutade på tredje plats på Giro della Romagna. Rund um die Nürnberger Altstadt vann Gavazzi. Han slutade trea på GP Industria & Commercio di Prato bakom Giovanni Visconti. Francesco Gavazzi slutade på tredje plats på Giro del Piemonte bakom Philippe Gilbert och Daniel Moreno.

### 2010
Francesco Gavazzi slutade på andra plats på Trofeo Laigueglia bakom Francesco Ginanni. Han vann etapp 1 av Giro di Sardegna 2010 framför Oscar Gatto och Giovanni Visconti.

## Stall
- 2005 Lampre-Caffita (Stagiaire)
- 2006-2011 Lampre
- 2012-2014 Astana Pro Team
- 2015 Southeast
- 2016-2020 Androni Giocattoli
- 2021-2023 EOLO-Kometa